# لحظه‌ها و احساس
لحظه‌ها و احساس دفتری از شعرهای فریدون مشیری از دهه ۱۳۴۰ (خورشیدی) است.

## تاریخچه
فریدون مشیری در شعرهایش با نگاهی نو از سبک شعر نیمایی پیروی می‌کرد و یکی ویژگی‌های شعر او، شکست قالب‌های عروضی، کوتاه و بلند شدن مصرع‌ها و استفاده صحیح از قافیه به است. مشیری اثرهای ارزشمند دیگریش عبارتند از:
- ابر و کوچه
- بهار را باور کن
- گزینه اشعار
- مروارید مهر
- آه باران
- سه دفتر
- از دیار آشتی
- با پنج سخن سرا
- لحظه‌ها و احساس